# Wilfried Zaha
Dazet Wilfried Armel Zaha, noto semplicemente come Wilfried Zaha (Abidjan, 10 novembre 1992), è un calciatore ivoriano con cittadinanza britannica, centrocampista o attaccante del Charlotte FC, in prestito dal Galatasaray.

## Caratteristiche tecniche
Agile soprattutto con il pallone tra i piedi, possiede buone doti tecniche ed è molto abile nei dribbling. Il tutto accompagnato dalla sua ottima velocità.
Nel 2012 è stato inserito nella lista dei migliori calciatori nati dopo il 1991 stilata da Don Balón.

## Carriera

### Club

#### Crystal Palace
La sua carriera inizia nel 2004 quando inizia a militare nelle divisioni giovanili del Crystal Palace. Nel giro di due anni mette in mostra tutte le sue qualità calcistiche, a differenza dei suoi compagni di squadra, che gli permettono l'interessamento di alcuni club europei.
Dopo aver militato per sette anni tra le divisioni giovanili del club inglese, l'ex allenatore del club rossoblu Paul Hart decide di convocarlo in prima squadra per farlo esordire il 27 marzo 2010 nel match contro il Cardiff City. Conclude così la sua prima stagione da calciatore professionista con una sola presenza in campionato e con un rinnovo appena firmato.
La sua seconda stagione da calciatore professionista inizia nel migliore dei modi: il 7 agosto 2010 apre le marcature del club rossoblu ai danni del Leicester City, mettendo a segno così la sua prima rete da calciatore professionista. A fine partita il compagno di squadra Patrick McCarthy lo elogia per la grande partita compiuta e lo paragona a Victor Moses. Tre giorni dopo debutta in Coppa di Lega durante la partita disputata allo stadio Huish Park di Yeovil, contro lo Yeovil Town. Il 1 febbraio 2011 riceve la sua prima ammonizione in carriera dopo aver commesso un fallo nel match contro il Watford. Due mesi più tardi, esattamente il 12 aprile, viene espulso al 90' della partita giocata contro il Leicester City, conquistando così il suo primo cartellino rosso in carriera. Rimedia una squalifica di un solo turno di campionato, poi revocata, per un presunto sputo ai danni del centrocampista Lloyd Dyer. Termina la sua seconda stagione con il club rossoblu collezionando all'attivo 41 presenze in campionato e un solo gol messo a segno.
Inizia ottimamente la sua terza stagione con il Crystal Palace: infatti il 23 agosto mette a segno la sua prima doppietta in carriera durante il match di coppa contro il Crawley Town, che permette al club di Londra di superare il primo turno. Il 20 settembre, durante la partita di Coppa di Lega contro il Middlesbrough, apre le marcature che permetteranno alla squadra di vincere il match. Durante la sessione invernale del calciomercato il Bolton offre 5 milioni di sterline per accaparrarsi il cartellino del calciatore, ma la dirigenza del club londinese rifiuta l'offerta.

#### Manchester United
Il 25 gennaio 2013 il Manchester United annuncia di aver raggiunto un accordo per il trasferimento del calciatore, che rimane comunque in prestito al Crystal Palace fino al termine della stagione.
L'11 agosto 2013 debutta con la maglia dei Red Devils nella vittoria per 2-0 contro il Wigan nel Community Shield, conquistando subito il suo primo trofeo in carriera. Il suo esordio ufficiale in Premier League avviene il 7 dicembre, rilevando Nani nel secondo tempo di una gara esterna interna contro il Newcastle Utd.
Per Zaha la sua mancata esplosione al Manchester United sarebbe da attribuire al mister David Moyes, reo di non aver mai creduto in lui.

#### Prestito al Cardiff City

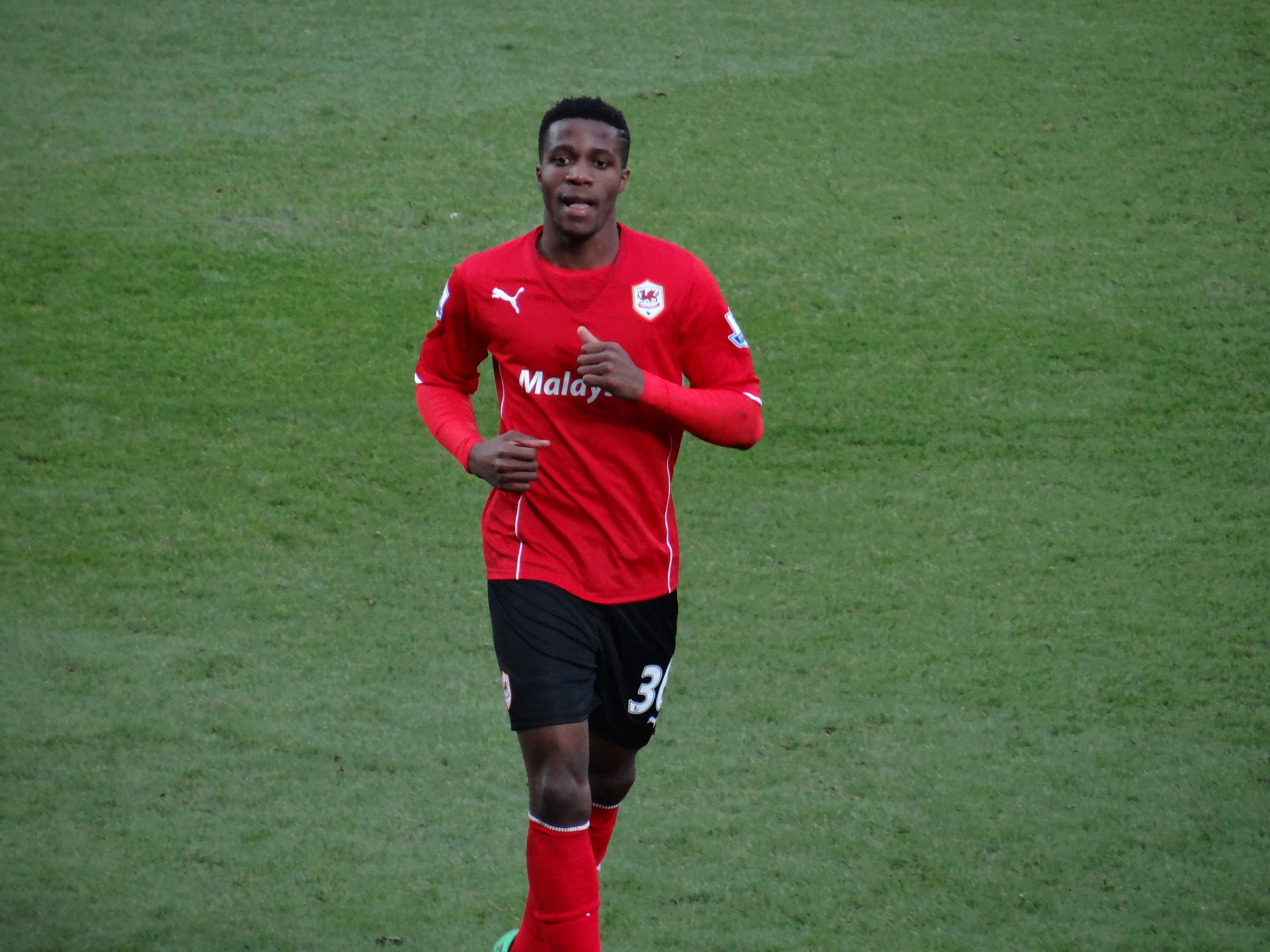
Zaha al nel 2014

Il 31 gennaio 2014 passa in prestito al Cardiff City, dove però totalizza soltanto dieci presenze senza mai andare a segno. A fine stagione rientra al Manchester United.

#### Ritorno al Crystal Palace
Il 29 agosto 2014 fa ritorno al Crystal Palace con la formula del prestito. Il giorno seguente, al suo secondo debutto con la maglia degli Eagles, segna al 95º minuto il gol del definitivo 3-3 nella partita contro il Newcastle. Il 2 febbraio 2015 viene riscattato dal Crystal Palace per cinque milioni di euro.
Durante la stagione 2015-2016 ha dato una mando fondamentale alla propria squadra per il raggiungimento della finale di FA Cup contro il Manchester United, persa poi per 2-1. Al termine della stagione è stato nominato calciatore dell'anno del Crystal Palace.
Nell'annata 2016-2017 si rivelò decisivo per la permanenza in massima serie della propria squadra, segnando il 14 maggio 2017 la rete decisiva per la vittoria contro l'Hull City, che a causa di questa sconfitta si ritrovò invece retrocesso in Championship. Il 26 maggio rinnova il proprio contratto con il club per altre cinque anni.
La campagna 2017-2018 vede il rendimento della squadra salire dopo l'approdo in panchina di Roy Hodgson, grazie anche allo stato di forma ottimale del reparto offensivo guidato dallo stesso Zaha in compagnia di Andros Townsend. All'inizio dell'annata seguente, con la rete segnata contro il Fulham in una vittoria 2-0, eguaglia il record del maggior numero di reti segnate in Premier League da un giocatore del Crystal Palace, inizialmente stabilito da Chris Armstrong.
Al termine dell'annata 2022-2023 annuncia il proprio addio al club londinese, dopo aver collezionato in 12 stagioni un totale di 458 presenze e 90 gol segnati.

#### Galatasaray e prestiti a Olympique Lione e Charlotte FC
Il 24 luglio 2023 si accasa al Galatasaray. Fa il suo debutto in Süper Lig contro il Kayserispor il 12 agosto. Un mese più tardi, il 20 settembre, fa il suo debutto in Champions League in cui serve un assist per Tetê  in un pareggio per 2-2 contro il Copenhagen. Il 3 ottobre segna il suo primo gol in Champions League contro il Manchester United in una vittoria per 3-2 ad Old Trafford. Termina la sua unica annata in Turchia totalizzando 43 presenze e mettendo a segno 10 reti.
Il 30 agosto 2024 viene ceduto in prestito oneroso da 3 milioni di euro all'Olympique Lione. Debutta ufficialmente con i francesi il 26 settembre seguente, nel match di Europa League vinto in casa contro i greci dell'Olympiacos. Esordisce in Ligue 1 tre giorni dopo, nella vittoria esterna contro il Tolosa. Tuttavia, nei suoi primi sei mesi, trova poco spazio e il 22 gennaio 2025 il prestito viene rescisso.
Contestualmente, il giocatore viene ceduto ancora una volta in prestito, questa volta agli statunitensi del Charlotte FC, in Major League Soccer. Esordisce con il club successivo 4 marzo, segnando la rete del definitivo 2-0 ai danni dell'Atlanta United.

### Nazionale
Essendo ivoriano con in possesso il passaporto inglese, decide di vestire la maglia dei Three Lions. L'8 ottobre 2011 debutta con la divisione Under-19 durante il match, perso, contro la Nazionale tedesca Under-19.
L'anno successivo passa tra le file dell'Under-21 e così, il 29 febbraio 2012, esordisce durante la partita vinta per 4 a 0 contro il Belgio Under-21.
L'11 novembre 2012 viene convocato dalla Nazionale maggiore inglese facendo il suo esordio pochi giorni dopo in occasione dell'amichevole contro la Svezia.
Il 28 novembre 2016 dopo un colloquio con il CT. Michel Dussuyer sceglie di rappresentare la Costa d'Avorio, suo paese di nascita, venendo anche convocato per la Coppa Africa 2017..
Debutta ufficialmente con la Nazionale ivoriana l'8 gennaio 2017 in un'amichevole disputata ad Abu Dhabi contro la Svezia, entrando al 46ºesimo minuto al posto di Salomon Kalou. Tre giorni dopo gioca da titolare nell'amichevole disputata contro l'Uganda segnando anche la sua prima rete con la maglia degli Elefanti.

## Statistiche

### Presenze e reti nei club
Statistiche aggiornate al 25 giugno 2025.
| Stagione              | Squadra               | Campionato            | Campionato | Campionato | Coppe nazionali | Coppe nazionali | Coppe nazionali | Coppe continentali | Coppe continentali | Coppe continentali | Altre coppe | Altre coppe | Altre coppe | Totale | Totale |
| Stagione              | Squadra               | Comp                  | Pres       | Reti       | Comp            | Pres            | Reti            | Comp               | Pres               | Reti               | Comp        | Pres        | Reti        | Pres   | Reti   |
| --------------------- | --------------------- | --------------------- | ---------- | ---------- | --------------- | --------------- | --------------- | ------------------ | ------------------ | ------------------ | ----------- | ----------- | ----------- | ------ | ------ |
| 2009-2010             | Crystal Palace        | FLC                   | 1          | 0          | FACup+CdL       | 0               | 0               | -                  | -                  | -                  | -           | -           | -           | 1      | 0      |
| 2010-2011             | Crystal Palace        | FLC                   | 41         | 1          | FACup+CdL       | 1+2             | 0               | -                  | -                  | -                  | -           | -           | -           | 45     | 1      |
| 2011-2012             | Crystal Palace        | FLC                   | 41         | 6          | FACup+CdL       | 0+7             | 0+3             | -                  | -                  | -                  | -           | -           | -           | 48     | 9      |
| 2012-2013             | Crystal Palace        | FLC                   | 43+3       | 6+2        | FACup+CdL       | 2+2             | 0               | -                  | -                  | -                  | -           | -           | -           | 50     | 8      |
| 2013-gen. 2014        | Manchester United     | PL                    | 2          | 0          | FACup+CdL       | 0+1             | 0               | UCL                | 0                  | 0                  | CS          | 1           | 0           | 4      | 0      |
| gen.-giu. 2014        | Cardiff City          | PL                    | 12         | 0          | FACup+CdL       | 1+0             | 0               | -                  | -                  | -                  | -           | -           | -           | 13     | 0      |
| 2014-2015             | Crystal Palace        | PL                    | 31         | 4          | FACup+CdL       | 3+1             | 0               | -                  | -                  | -                  | -           | -           | -           | 35     | 4      |
| 2015-2016             | Crystal Palace        | PL                    | 34         | 2          | FACup+CdL       | 6+3             | 2+1             | -                  | -                  | -                  | -           | -           | -           | 43     | 5      |
| 2016-2017             | Crystal Palace        | PL                    | 35         | 7          | FACup+CdL       | 0+2             | 0               | -                  | -                  | -                  | -           | -           | -           | 37     | 7      |
| 2017-2018             | Crystal Palace        | PL                    | 29         | 9          | FACup+CdL       | 0+0             | 0               | -                  | -                  | -                  | -           | -           | -           | 29     | 9      |
| 2018-2019             | Crystal Palace        | PL                    | 34         | 10         | FACup+CdL       | 2+0             | 0               | -                  | -                  | -                  | -           | -           | -           | 36     | 10     |
| 2019-2020             | Crystal Palace        | PL                    | 38         | 4          | FACup+CdL       | 0+1             | 0               | -                  | -                  | -                  | -           | -           | -           | 39     | 4      |
| 2020-2021             | Crystal Palace        | PL                    | 30         | 11         | FACup+CdL       | 1+0             | 0               | -                  | -                  | -                  | -           | -           | -           | 31     | 11     |
| 2021-2022             | Crystal Palace        | PL                    | 26         | 11         | FACup+CdL       | 3+1             | 1+0             | -                  | -                  | -                  | -           | -           | -           | 30     | 12     |
| 2022-2023             | Crystal Palace        | PL                    | 27         | 7          | FACup+CdL       | 1+0             | 0               | -                  | -                  | -                  | -           | -           | -           | 40     | 7      |
| Totale Crystal Palace | Totale Crystal Palace | Totale Crystal Palace | 417+3      | 81+2       |                 | 19+19           | 3+4             |                    | -                  | -                  |             | -           | -           | 458    | 90     |
| 2023-2024             | Galatasaray           | SL                    | 30         | 9          | TK              | 3               | 0               | UCL+UEL            | 7+2                | 1+0                | ST          | 0           | 0           | 42     | 10     |
| ago. 2024             | Galatasaray           | SL                    | 0          | 0          | TK              | 0               | 0               | UCL+UEL            | 0+0                | 0+0                | ST          | 1           | 0           | 1      | 0      |
| Totale Galatasaray    | Totale Galatasaray    | Totale Galatasaray    | 30         | 9          |                 | 3               | 0               |                    | 9                  | 1                  |             | 1           | 0           | 43     | 10     |
| 2024-gen. 2025        | Olympique Lione       | L1                    | 4          | 0          | CF              | 0               | 0               | UEL                | 2                  | 0                  | -           | -           | -           | 6      | 0      |
| 2025                  | Charlotte FC          | MLS                   | 17         | 5          | USOC            | 0               | 0               | -                  | -                  | -                  | -           | -           | -           | 17     | 5      |
| Totale carriera       | Totale carriera       | Totale carriera       | 485        | 97         |                 | 43              | 7               |                    | 11                 | 1                  |             | 2           | 0           | 541    | 105    |

### Cronologia presenze e reti in nazionale

#### Inghilterra
| Cronologia completa delle presenze e delle reti in nazionale ― Inghilterra | Cronologia completa delle presenze e delle reti in nazionale ― Inghilterra | Cronologia completa delle presenze e delle reti in nazionale ― Inghilterra | Cronologia completa delle presenze e delle reti in nazionale ― Inghilterra | Cronologia completa delle presenze e delle reti in nazionale ― Inghilterra | Cronologia completa delle presenze e delle reti in nazionale ― Inghilterra | Cronologia completa delle presenze e delle reti in nazionale ― Inghilterra | Cronologia completa delle presenze e delle reti in nazionale ― Inghilterra |
| Data                                                                       | Città                                                                      | In casa                                                                    | Risultato                                                                  | Ospiti                                                                     | Competizione                                                               | Reti                                                                       | Note                                                                       |
| -------------------------------------------------------------------------- | -------------------------------------------------------------------------- | -------------------------------------------------------------------------- | -------------------------------------------------------------------------- | -------------------------------------------------------------------------- | -------------------------------------------------------------------------- | -------------------------------------------------------------------------- | -------------------------------------------------------------------------- |
| 14-11-2012                                                                 | Solna                                                                      | Svezia                                                                     | 4 – 2                                                                      | Inghilterra                                                                | Amichevole                                                                 | -                                                                          | 85’                                                                        |
| 14-8-2013                                                                  | Londra                                                                     | Inghilterra                                                                | 3 – 2                                                                      | Scozia                                                                     | Amichevole                                                                 | -                                                                          | 75’                                                                        |
| Totale                                                                     |                                                                            | Presenze                                                                   | 2                                                                          |                                                                            | Reti                                                                       | 0                                                                          |                                                                            |

#### Costa d'Avorio
| Cronologia completa delle presenze e delle reti in nazionale ― Costa d'Avorio | Cronologia completa delle presenze e delle reti in nazionale ― Costa d'Avorio | Cronologia completa delle presenze e delle reti in nazionale ― Costa d'Avorio | Cronologia completa delle presenze e delle reti in nazionale ― Costa d'Avorio | Cronologia completa delle presenze e delle reti in nazionale ― Costa d'Avorio | Cronologia completa delle presenze e delle reti in nazionale ― Costa d'Avorio | Cronologia completa delle presenze e delle reti in nazionale ― Costa d'Avorio | Cronologia completa delle presenze e delle reti in nazionale ― Costa d'Avorio |
| Data                                                                          | Città                                                                         | In casa                                                                       | Risultato                                                                     | Ospiti                                                                        | Competizione                                                                  | Reti                                                                          | Note                                                                          |
| ----------------------------------------------------------------------------- | ----------------------------------------------------------------------------- | ----------------------------------------------------------------------------- | ----------------------------------------------------------------------------- | ----------------------------------------------------------------------------- | ----------------------------------------------------------------------------- | ----------------------------------------------------------------------------- | ----------------------------------------------------------------------------- |
| 8-1-2017                                                                      | Abu Dhabi                                                                     | Svezia                                                                        | 1 – 2                                                                         | Costa d'Avorio                                                                | Amichevole                                                                    | -                                                                             | 46’                                                                           |
| 11-1-2017                                                                     | Abu Dhabi                                                                     | Costa d'Avorio                                                                | 3 – 0                                                                         | Uganda                                                                        | Amichevole                                                                    | 1                                                                             | 70’                                                                           |
| 16-1-2017                                                                     | Oyem                                                                          | Costa d'Avorio                                                                | 0 – 0                                                                         | Togo                                                                          | Coppa d'Africa 2017 - 1º turno                                                | -                                                                             | 70’                                                                           |
| 20-1-2017                                                                     | Oyem                                                                          | Costa d'Avorio                                                                | 2 – 2                                                                         | RD del Congo                                                                  | Coppa d'Africa 2017 - 1º turno                                                | -                                                                             |                                                                               |
| 24-1-2017                                                                     | Oyem                                                                          | Marocco                                                                       | 1 – 0                                                                         | Costa d'Avorio                                                                | Coppa d'Africa 2017 - 1º turno                                                | -                                                                             | 70’ 75’                                                                       |
| 24-3-2017                                                                     | Krasnodar                                                                     | Russia                                                                        | 0 – 2                                                                         | Costa d'Avorio                                                                | Amichevole                                                                    | 1                                                                             |                                                                               |
| 27-3-2017                                                                     | Parigi                                                                        | Costa d'Avorio                                                                | 1 – 1                                                                         | Senegal                                                                       | Amichevole                                                                    | -                                                                             | 58’                                                                           |
| 11-11-2017                                                                    | Abidjan                                                                       | Costa d'Avorio                                                                | 0 – 2                                                                         | Marocco                                                                       | Qual. Mondiali 2018                                                           | -                                                                             |                                                                               |
| 12-10-2018                                                                    | Bouaké                                                                        | Costa d'Avorio                                                                | 4 – 0                                                                         | Rep. Centrafricana                                                            | Qual. Coppa d'Africa 2019                                                     | -                                                                             |                                                                               |
| 7-6-2019                                                                      | Boulogne-sur-Mer                                                              | Costa d'Avorio                                                                | 3 – 1                                                                         | Comore                                                                        | Amichevole                                                                    | -                                                                             |                                                                               |
| 14-6-2019                                                                     | Abu Dhabi                                                                     | Costa d'Avorio                                                                | 0 – 1                                                                         | Uganda                                                                        | Amichevole                                                                    | -                                                                             | 77’                                                                           |
| 19-6-2019                                                                     | Abu Dhabi                                                                     | Zambia                                                                        | 1 – 4                                                                         | Costa d'Avorio                                                                | Amichevole                                                                    | -                                                                             | 53’                                                                           |
| 23-6-2019                                                                     | Il Cairo                                                                      | Costa d'Avorio                                                                | 1 – 0                                                                         | Sudafrica                                                                     | Coppa d'Africa 2019 - 1º turno                                                | -                                                                             | 69’                                                                           |
| 1-7-2019                                                                      | Il Cairo                                                                      | Namibia                                                                       | 1 – 4                                                                         | Costa d'Avorio                                                                | Coppa d'Africa 2019 - 1º turno                                                | 1                                                                             |                                                                               |
| 8-7-2019                                                                      | Suez                                                                          | Mali                                                                          | 0 – 1                                                                         | Costa d'Avorio                                                                | Coppa d'Africa 2019 - Ottavi di finale                                        | 1                                                                             |                                                                               |
| 11-7-2019                                                                     | Suez                                                                          | Costa d'Avorio                                                                | 1 – 1 dts (3 – 4 dtr)                                                         | Algeria                                                                       | Coppa d'Africa 2019 - Quarti di finale                                        | -                                                                             | 29’ 94’                                                                       |
| 13-10-2019                                                                    | Amiens                                                                        | Costa d'Avorio                                                                | 3 – 1                                                                         | RD del Congo                                                                  | Amichevole                                                                    | 1                                                                             |                                                                               |
| 8-10-2020                                                                     | Bruxelles                                                                     | Belgio                                                                        | 1 – 1                                                                         | Costa d'Avorio                                                                | Amichevole                                                                    | -                                                                             |                                                                               |
| 26-3-2021                                                                     | Niamey                                                                        | Niger                                                                         | 0 – 3                                                                         | Costa d'Avorio                                                                | Qual. Coppa d'Africa 2021                                                     | -                                                                             | 67’                                                                           |
| 30-3-2021                                                                     | Abidjan                                                                       | Costa d'Avorio                                                                | 3 – 1                                                                         | Etiopia                                                                       | Qual. Coppa d'Africa 2021                                                     | -                                                                             | 68’                                                                           |
| 11-10-2021                                                                    | Cotonou                                                                       | Costa d'Avorio                                                                | 2 – 1                                                                         | Malawi                                                                        | Qual. Mondiali 2022                                                           | -                                                                             |                                                                               |
| 12-1-2022                                                                     | Douala                                                                        | Guinea Equatoriale                                                            | 0 – 1                                                                         | Costa d'Avorio                                                                | Coppa d'Africa 2021 - 1º turno                                                | -                                                                             | 71’                                                                           |
| 16-1-2022                                                                     | Douala                                                                        | Costa d'Avorio                                                                | 2 – 2                                                                         | Sierra Leone                                                                  | Coppa d'Africa 2021 - 1º turno                                                | -                                                                             | 82’                                                                           |
| 20-1-2022                                                                     | Douala                                                                        | Costa d'Avorio                                                                | 3 – 1                                                                         | Algeria                                                                       | Coppa d'Africa 2021 - 1º turno                                                | -                                                                             | 85’                                                                           |
| 26-1-2022                                                                     | Douala                                                                        | Costa d'Avorio                                                                | 0 – 0 dts (4 – 5 dtr)                                                         | Egitto                                                                        | Coppa d'Africa 2021 - Ottavi di finale                                        | -                                                                             | 72’ 117’                                                                      |
| 25-3-2022                                                                     | Marsiglia                                                                     | Francia                                                                       | 2 – 1                                                                         | Costa d'Avorio                                                                | Amichevole                                                                    | -                                                                             | 84’                                                                           |
| 3-6-2022                                                                      | Yamoussoukro                                                                  | Costa d'Avorio                                                                | 3 – 1                                                                         | Zimbabwe                                                                      | Qual. Coppa d'Africa 2023                                                     | -                                                                             | 64’                                                                           |
| 9-6-2022                                                                      | Johannesburg                                                                  | Lesotho                                                                       | 0 – 0                                                                         | Costa d'Avorio                                                                | Qual. Coppa d'Africa 2023                                                     | -                                                                             |                                                                               |
| 24-9-2022                                                                     | Le Petit-Quevilly                                                             | Costa d'Avorio                                                                | 2 – 1                                                                         | Togo                                                                          | Amichevole                                                                    | -                                                                             | 82’                                                                           |
| 27-9-2022                                                                     | Amiens                                                                        | Costa d'Avorio                                                                | 3 – 1                                                                         | Guinea                                                                        | Amichevole                                                                    | -                                                                             | 61’ 87’                                                                       |
| 19-11-2022                                                                    | Marrakech                                                                     | Burkina Faso                                                                  | 2 – 1                                                                         | Costa d'Avorio                                                                | Amichevole                                                                    | -                                                                             |                                                                               |
| 14-10-2023                                                                    | Abidjan                                                                       | Costa d'Avorio                                                                | 1 – 1                                                                         | Marocco                                                                       | Amichevole                                                                    | -                                                                             | 66’                                                                           |
| 17-10-2023                                                                    | Abidjan                                                                       | Costa d'Avorio                                                                | 1 – 1                                                                         | Sudafrica                                                                     | Amichevole                                                                    | -                                                                             | 58’                                                                           |
| Totale                                                                        |                                                                               | Presenze                                                                      | 32                                                                            |                                                                               | Reti                                                                          | 5                                                                             |                                                                               |

## Palmarès

### Club

#### Competizioni nazionali
- Community Shield: 1

Manchester United: 2013
- Supercoppa di Turchia: 1

Galatasaray: 2023
- Campionato turco: 1

Galatasaray: 2023-2024